# Пластигломерат
Пластигломерат — штучний агломерат, який виникає при спалюванні пластикових предметів на мінеральному ґрунті (наприклад, у вогнищі, при лісовій пожежі тощо). Розплавлений пластик вбирає пісок, камені, вулканічні викиди, мушлі, уламки коралів тощо і в такий спосіб утворюються агрегати крупністю 2-20 см.